# Eladio Lárez
Eladio José Lárez Villamizar (Carúpano, 8 de junio de 1941) es un abogado, empresario y presentador de televisión venezolano. Fue el presidente de Radio Caracas Televisión (RCTV). Es conocido por ser el conductor de ¿Quién quiere ser millonario? versión Venezuela.

## Biografía
Es el segundo de una familia de cinco hermanos que se trasladó de Carúpano a Caracas, siendo niño, creciendo en la parroquia de San Bernardino. Estudió Derecho en la Universidad Central de Venezuela y luego cursó varios postgrados en Argentina y Chile orientados a su carrera. Desde la niñez, también mostró aptitudes para la música y se hace ejecutante del violín, llegando a convertirse, más tarde, en primer violín de una orquesta y profesor ejecutante. Lárez reconoce que no se perdona haber dejado a un lado la música, ya que habría sido su catarsis. "Elegí un instrumento muy ingrato, porque si lo dejas, él hace lo mismo contigo", señaló.
Sus primeros pasos en la televisión los dio en el hoy desaparecido canal estatal Televisora Nacional TVN (Canal 5) como animador de programas culturales como "La Canción Venezolana", "Esta noche", "Música de cámara", "Gran Concierto" y un programa infantil llamado "El Universo de los Niños" en el canal Cadena Venezolana de Televisión (actualmente denominado Venezolana de Televisión). La pretensión inicial de Eladio Lárez no era involucrarse en el mundo de la televisión, pero hoy en día es uno de los más importantes ejecutivos de la industria televisiva.
Eladio Lárez ingresó a RCTV el 18 de enero de 1971, donde se inició como narrador de noticias de "El Observador Creole". Más tarde se desempeñó como productor y animador de "Martes Monumental", "Venezuela Vibra", "Pantalla de plata", "Lo increíble" y el programa de denuncias "Alerta", en el cual permaneció por casi 5 años logrando en ese espacio ganarse todos los premios y distinciones que para la década de los setenta se entregaban en el país. Pero no solo incursionó en la animación, también fue llamado por accidente para varias producciones en la pantalla grande como, las películas "La quema de judas" (1974) y "Bodas de papel" (1979) dirigidas por el cineasta Román Chalbaud, aunque Lárez reconoce no tener talento para la actuación.
Más tarde, pasó a ocupar diversos cargos dentro de la estructura directiva de Radio Caracas Televisión. Lárez se desempeñó como Gerente en las áreas de Dirección Informativa, Producción, Deportes, Programas Especiales y director general. Hoy en día se encarga de la Presidencia de RCTV. Además, es la máxima figura de la Federación Venezolana de la Industria de la Televisión y ha presidido la Asociación Internacional de Radiodifusión (AIR).
Fue uno de los defensores para evitar el cierre de la señal de RCTV, el 28 de mayo de 2007, al no haber renovado el gobierno del entonces presidente Hugo Chávez, la concesión para transmitir en señal abierta.
También ha realizado varias cuñas comerciales para televisión. En efecto, actualmente es imagen de la empresa Procter & Gamble de Venezuela y la agencia de viajes online Navicu. Anteriormente también ha sido imagen de otras empresas, tales como:
- Corimon (Pinturas Montana)
- Pinturas Flamuko
- Jeep de Venezuela

### Vida personal
Eladio Lárez está casado con Dora Margarita d' Agostino (4 de abril de 1960), a quien conoció cuando ella tenía 16. Tienen dos hijas, Vanessa Alexandra (1 de agosto de 1981) y Daniella Alexandra (24 de marzo de 1984). Lares también ha sido anfitrión de varios shows de RCTV como Estilos, Historias de la vida real, Tras la fama de... y Lo que callan las mujeres.

## ¿Quién Quiere Ser Millonario?
Eladio Lárez es mayormente conocido por ser el conductor de la versión venezolana del programa de concursos ¿Quién quiere ser millonario?, que fue transmitido por RCTV desde el 23 de agosto de 2000 hasta el 20 de enero de 2010, y que, a partir del 8 de mayo de 2011 fue transmitido por Televen, los domingos a las 9:00p. m., hasta el 2017.